# Aloe purpurea
Aloe purpurea ist eine Pflanzenart der Gattung der Aloen in der Unterfamilie der Affodillgewächse (Asphodeloideae). Das Artepitheton purpurea stammt aus dem Lateinischen und bedeutet ‚purpur‘.

## Beschreibung

### Vegetative Merkmale
Aloe purpurea wächst stammbildend. Der aufrechte Stamm erreicht eine Länge von bis zu 3 Meter und ist 7 bis 10 Zentimeter dick. Die 12 bis 20 linealisch-lanzettlichen bis schwertförmigen Laubblätter bilden eine dichte Rosette. Die dunkelgrüne Blattspreite ist bis zu 100 Zentimeter lang und 8 bis 12 Zentimeter breit. Die roten Zähne am roten, hornigen Blattrand sind klein.

### Blütenstände und Blüten
Der Blütenstand weist bis zu zehn Zweige auf und erreicht eine Länge von 50 bis 60 Zentimeter. Die zylindrischen Trauben sind 15 bis 22 Zentimeter lang. Die deltoiden Brakteen weisen eine Länge von 4 bis 5 Millimeter auf. Die gelblich roten Blüten stehen an 20 bis 33 Millimeter langen Blütenstielen. Sie sind 32 bis 33 Millimeter lang  und sind an ihrer Basis kurz verschmälert. Oberhalb des Fruchtknotens sind die Blüten leicht verengt und schließlich zur Mündung erweitert. Ihre äußeren Perigonblätter sind auf einer Länge von 14 bis 15 Millimetern nicht miteinander verwachsen. Die Staubblätter und der Griffel ragen nicht aus der Blüte heraus.

### Früchte
Die Früchte sind Beeren.

## Systematik und Verbreitung
Aloe purpurea ist auf Mauritius auf trockenen Berghängen verbreitet.
Die Erstbeschreibung durch Jean-Baptiste de Lamarck wurde 1783 veröffentlicht.
Synonyme sind Lomatophyllum purpureum (Lam.) T.Durand & Schinz (1895), Dracaena marginata Aiton (1789, nom. illeg. ICBN-Artikel 52), Aloe marginata (Aiton) Willd.  (1809, nom. illeg. ICBN-Artikel 53.1), Aloe marginalis DC. (1800, nom. illeg. ICBN-Artikel 52), Dracaena dentata Pers. (1805, nom. illeg. ICBN-Artikel 52), Lomatophyllum borbonicum Willd. (1811, nom. illeg. ICBN-Artikel 52.1), Phylloma aloiflorum Ker Gawl. (1813, nom. illeg. ICBN-Artikel 52.1), Lomatophyllum aloiflorum (Ker Gawl.) G.Nicholson (1885), Aloe rufocincta Haw. (1819), Phylloma rufocinctum (Haw.) Sweet (1827), Lomatophyllum rufocinctum (Haw.) Salm-Dyck ex Schult. & Schult.f. (1829) und Lomatophyllum marginatum Hoffmanns. (1824, nom. inval. ICBN-Artikel 11.4)

## Nachweise